# Palación
Palación (oficialmente en asturiano: El Palación) es un lugar español de la parroquia de Villavaler, perteneciente al municipio de Pravia, en la comunidad autónoma de Asturias. En 2023, la entidad singular de población tenía empadronados 27 habitantes, todos ellos diseminados.